# 白人特权
白人特权（或白肤特权、白种特权）指的是在相同的社会、政治或经济环境下，白种人专门独享而非白种人不得拥有的特权专权。一些学术理论，比如《批判种族理论》和《白人研究》，经常引用“白人特权”的概念来分析种族主义和种族化的社会对白种人和非白种人的影响。
佩吉·麦金托认为，在西方社会，白种人普遍独享一系列的特殊优势，而非白种人不得拥有这些权利和优势，她称这种优势为「不可见的不劳而获的资产」。 与公然的种族歧视或种族偏见不同的是，白人特权可以是被动的权力或优势，白人特权可以渗入社会的各个角落，成为体制的一部分，以至于白人们自身可能无法意识到他们生而享有这些特权。 这些包括对自我价值观念的文化认可；与生俱来的特殊的社会地位；以及 行动自由、购买自由、工作自由、娱乐自由、 言论自由等多种社会权利。 白人特权可以表现在社会的方方面面，比如在就业机会、教育资源，以及个人发展等多方面。 白人特权这一概念同时也意味着白人作为一个社会群落本能地认为自己的经验具有普遍适用性，把他人或其他社会群落视为异常或反常的，而把自己作为正常的标准。

## 定义
虽然“白人特权”在某种程度上没有一成不变的定义，但一般认为，“白人特权”指的是仅仅由白种人专门独享的隐性特权或体制性特权，而频繁遭受种族歧视的非白种人不得拥有这些权利；它同时也可以用来指代是在同种局面下，白人们不会受到任何来自社会的怀疑和消极反应，而其他种族却会经常受到不公正对待，擔心別人會怎麼對待自己。
“白人特权”实质上是种族主义的体制性表现，也可以说它是另外一种形式的种族主义。两者不同的是，有关种族主义的讨论，一般关注点在于种族主义对人的损害；而有关“白人特权”的讨论，重点关注的是在一个种族主义盛行的社会中，当白人被认为是正常的标准时，白人与生俱来所拥有的隐性利益。也正因如此，大多数关于这一概念的定义和讨论都是以佩吉·麦金托对“白人特权”的比喻为起点，认为白人们在种族主义普遍存在的社会中无意识地“穿戴”白人特权”这一“隐形资产”。